# Число одинарной точности
Число́ одина́рной то́чности (англ. single precision, single) — широко распространенный компьютерный формат представления вещественных чисел, занимающий в памяти 32 бита (4 байта). Как правило, под ним понимают формат числа с плавающей запятой стандарта IEEE 754.
Числа одинарной точности с плавающей запятой эквивалентны по точности числу с 7-8 значащими десятичными цифрами (в среднем 7,6) в диапазоне от {\displaystyle 10^{-38}} до примерно {\displaystyle 10^{38}}.
В современных компьютерах вычисления с числами с плавающей запятой поддерживаются аппаратным сопроцессором (FPU — англ. floating point unit). Однако в ряде вычислительных архитектур нет аппаратной поддержки чисел с плавающей запятой, и тогда работа с ними осуществляется программно.
| Знак | Знак    | Знак    | Знак    | Знак    |         |         |         |         |          |          |          |          |          |          |          |          |          |          |          |          |          |          |          |          |          |          |          |          |          |          |          |           |
|      | Порядок | Порядок | Порядок | Порядок | Порядок | Порядок | Порядок | Порядок | Мантисса | Мантисса | Мантисса | Мантисса | Мантисса | Мантисса | Мантисса | Мантисса | Мантисса | Мантисса | Мантисса | Мантисса | Мантисса | Мантисса | Мантисса | Мантисса | Мантисса | Мантисса | Мантисса | Мантисса | Мантисса | Мантисса | Мантисса |           |
| 0    | 0       | 1       | 1       | 1       | 1       | 1       | 0       | 0       | 0        | 1        | 0        | 0        | 0        | 0        | 0        | 0        | 0        | 0        | 0        | 0        | 0        | 0        | 0        | 0        | 0        | 0        | 0        | 0        | 0        | 0        | 0        | = 0,15625 |
| ---- | ------- | ------- | ------- | ------- | ------- | ------- | ------- | ------- | -------- | -------- | -------- | -------- | -------- | -------- | -------- | -------- | -------- | -------- | -------- | -------- | -------- | -------- | -------- | -------- | -------- | -------- | -------- | -------- | -------- | -------- | -------- | --------- |
| 31   | 31      | 31      | 31      | 24      | 24      | 24      | 24      | 23      | 23       | 23       | 23       | 16       | 16       | 16       | 16       | 15       | 15       | 15       | 15       | 8        | 8        | 8        | 8        | 7        | 7        | 7        | 7        | 0        | 0        | 0        | 0        |           |

Для вычисления показателя степени из восьмиразрядного поля порядка вычитается смещение порядка, равное 12710 = 7F16 = 011111112 (то есть, 011111002 — 011111112 = 12410 — 12710 = −310). Так как в нормализованной двоичной мантиссе целая часть всегда равна единице, то в поле мантиссы записывается только её дробная часть, то есть фактический размер мантиссы числа с одинарной точностью составляет 24 бита. Для вычисления мантиссы к единице добавляется дробная часть мантиссы из 23-разрядного поля дробной части мантиссы 1,010000000000000000000002. Число равно произведению мантиссы со знаком на двойку в степени порядка = 1,012*210−310 = 1012*210−510 = 510*210−510 = 0,1562510.

## Специальные значения
Стандарт IEEE 754 определяет ряд значений с особой интерпретацией или математическими свойствами.
| Порядок       | Мантисса = 0 | Мантисса ≠ 0            | Значение                                                            |
| ------------- | ------------ | ----------------------- | ------------------------------------------------------------------- |
| 0x00          | ±ноль        | Денормализованные числа | {\displaystyle 2^{{\text{exponent}}-126}\times 0.{\text{fraction}}} |
| 0x01 ... 0xFE |              |                         | {\displaystyle 2^{{\text{exponent}}-127}\times 1.{\text{fraction}}} |
| 0xFF          | ±Inf         | qNaN, sNaN              |                                                                     |

Значения Inf появляются если результат расчета столь велик что не помещается в одинарный формат IEEE 754, например происходит арифметическое переполнение. Вычисления или сравнения с Inf оговариваются особым образом.
Значения NaN появляются если результат расчета не определен. Например деление ноля на ноль. Вычисления с хотя бы одним NaN дают NaN, сравнения с NaN всегда false. Иногда различают signaling NaN (sNaN) и quiet NaN (qNaN), различающиеся кодированием мантиссы. sNaN обозначает требование генерации исключения в вычислительной системе, а qNaN не прерывает вычислений.

## Общий шаблон для побитового доступа
```
union
 
{

    
float
    
fl
;

    
uint32_t
 
dw
;

}
 
f
;

int
 
s
 
=
 
(
 
f
.
dw
 
>>
 
31
 
)
 
?
 
-1
 
:
 
1
;
   
/* Знак */

int
 
e
 
=
 
(
 
f
.
dw
 
>>
 
23
 
)
 
&
 
0xFF
;
     
/* Порядок */

int
 
m
 
=
                            
/* Мантисса */

  
e
 
?

    
(
 
f
.
dw
 
&
 
0x7FFFFF
 
)
 
|
 
0x800000
 
:

    
(
 
f
.
dw
 
&
 
0x7FFFFF
 
)
 
<<
 
1
;

```

Результирующая формула расчёта (число одинарной точности) будет s * (m * 2 ^ -23) * (2 ^(e-127)).

### Примеры использования

#### Python
Конвертирует целочисленное представление числа с одинарной точностью (в виде четырёх байт, младшие в начале) во встроенный тип действительных чисел Python’а.
```
def
 
dw2float
(
dw_array
):

    
assert
 
(
len
(
dw_array
)
 
==
 
4
)

    
dw
 
=
 
int
.
from_bytes
(
dw_array
,
 
byteorder
=
'little'
,
signed
=
False
)

    
s
 
=
 
-
1
 
if
 
(
dw
 
>>
 
31
)
 
==
 
1
 \
        
else
 
1
                                    
# Знак

    
e
 
=
 
(
 
dw
 
>>
 
23
 
)
 
&
 
0xFF
;
                      
# Порядок

    
m
 
=
 
((
dw
 
&
 
0x7FFFFF
 
)
 
|
 
0x800000
)
 
if
 
e
 
!=
 
0
 \
        
else
 
((
dw
 
&
 
0x7FFFFF
 
)
 
<<
 
1
)
              
# Мантисса

    
m1
 
=
 
m
*
(
2
**
(
-
23
))
                             
# Мантисса в float

    
return
 
s
*
m1
*
(
2
**
(
e
-
127
))

```

0.1562510 в формате float записывается как 3E20000016, что эквивалентно четырём байтам: [0x00,0x00,0x20,0x3E]. Вывод программы:
```
 
In[1]: dw2float([0x00,0x00,0x20,0x3E])
Out[1]: 0.15625
In[2]: dw2float([0x00,0x00,0x20,0xBE])
Out[2]: -0.15625

```

## Примеры чисел одинарной точности
Эти примеры представлены в шестнадцатеричном виде чисел с плавающей запятой. Они включают знаковый бит, порядок и мантиссу.
```
3f80 0000 = 1
c000 0000 = −2

7f7f ffff ≈ 3.40282346639 × 10
38
  (максимальное одинарной точности)
0000 0001 = 2
−149
 ≈ 1.40129846432 × 10
−45
 (Минимальное положительное число одинарной точности — 
денормализованное
)
0080 0000 = 2
−126
 ≈ 1.17549435082 × 10
−38
 (Минимальное нормализованное положительное число одинарной точности)

0000 0000 = 0
8000 0000 = −0

7f80 0000 = infinity
ff80 0000 = −infinity
				
3eaa aaab ≈ 1/3
```

Обычно при переводе числовых констант в формат float делается округление. Например, число 1/3 округляется вверх.